# Sa giông đuôi kiếm Nhật Bản
Sa giông đuôi kiếm Nhật Bản (danh pháp hai phần: Cynops ensicauda) là một loài kỳ giông trong họ Kỳ giông. Sa giông đuôi kiếm Nhật Bản có phạm vi phân bố rất nhỏ và có thể tìm thấy ở một số đảo cực nam Nhật Bản. Loài này dài 5-7 inch .